# Hypsipetes guimarasensis
El bulbul de las Bisayas (Hypsipetes guimarasensis) es una especie de ave paseriforme de la familia Pycnonotidae endémica de las Bisayas occidentales, en Filipinas.

## Taxonomía
El bulbul de las Bisayas fue descrito científicamente por el ornitólogo estadounidense Joseph Beal Steere en 1890, como Iole guimarasensis. También fue considerado una especie del género Ixos por algunos taxónomos. Posteriormente fue considerado una subespecie del bulbul filipino, hasta 2010, cuando volvió a clasificarse como una especie separada.

## Distribución y hábitat
Se localiza únicamente en algunas de las islas de las Bisayas occidentales: Guimarás, Masbate, Panay, Negros y Ticao, además de la pequeña isla Verde. Su hábitat natural son los bosques húmedos tropicales.